# Asselin (entreprise)
Pour les articles homonymes, voir Asselin.
Asselin est une entreprise de charpente, menuiserie, ébénisterie et ferronnerie traditionnelle spécialisée dans la restauration des monuments historiques. Elle est créée en 1957 par Gérard Asselin, charpentier compagnon du tour de France Compagnons du Devoir. Elle œuvre de 1997 à 2014 à la construction de la réplique de l'Hermione, la frégate qui conduit le marquis de La Fayette aux États-Unis en 1780. L'entreprise restaure notamment les 288 fenêtres de la façade Ouest du château de Versailles, dont les menuiseries de la galerie des Glaces et de la galerie des Batailles. Son siège est à Thouars dans les Deux-Sèvres.

## Carrière
(avril 2016).
Principales dates de l'histoire de l'entreprise :
En Mars 1957, Gérard Asselin s'installe à Thouars et fonde l'entreprise Asselin. Il est issu du côté de son père et de sa mère d'une famille de charpentiers (ses parents, ses grands-parents et ses arrière-grands-parents étaient charpentiers).
En Août 1993, son fils François Asselin prend la direction de l'entreprise familiale qui compte alors 44 salariés.
En 1997, la reconstruction de l'Hermione commence à Rochefort (Charente-Maritime) dans une des deux formes de radoub de la ville aménagée pour la visite,.
En 1998, l'entreprise réalise ses premières prospections aux États-Unis et décroche ses premiers contrats conséquents en 2001.
En 2005, l'entreprise lance une politique de recrutement de profils d'ingénieurs[pertinence contestée].
En 2008, l'entreprise crée son service de recherche et développement[pertinence contestée].
En 2010, construction d'un deuxième atelier B.B.C. (Bâtiment Basse Consommation) à Thouars, à quelques centaines de mètres du siège social.
En 2013, l'entreprise reçoit la visite de Nicole Bricq, alors ministre du commerce extérieur[pertinence contestée].
En 2014, l'Hermione mise à l'eau le 6 juillet 2012, prend son premier départ le 7 septembre 2014.

## Filiales
Asselin est propriétaire de la menuiserie Nobilys basée en Vendée, et de la marque Asselin Inc implantée à Atlanta. Elle possède également une agence à Marseille et un atelier à Vitry-sur-Seine et sur l'île de La Réunion. 

## Nominations
L'entreprise Asselin est propriétaire de trois brevets déposés sur une machine à cintrer les bois (réalisée lors de la construction de l'Hermione), une fenêtre à vitraux et double vitrage (fenêtre portefeuille) et une fenêtre mixte bois-bronze[pertinence contestée].
L'entreprise Asselin possède les labels EPV (Entreprise du Patrimoine Vivant), RGE (Pros de la performance énergétique), et les certifications Qualibat, charpentes 21 et menuiseries 21[pertinence contestée].

## Chantiers réalisés
L'entreprise Asselin s'est illustrée lors de la restauration de célèbres monuments en France et à l'étranger : les châteaux de Versailles, Chantilly, Chinon, l'abbaye du Val de Grâce, l'hôtel de ville de Saint-Denis de La Réunion, l'hôtel des Invalides, l'École militaire à Paris, le Palais de justice historique de Lyon, le palais Longchamp à Marseille, l'Opéra Garnier et la villa Médicis à Rome. 
Elle s'est fait remarquer aussi sur le chantier de la reconstruction de la frégate de La Fayette, l'Hermione,.